# Tadarida brasiliensis
Morcego-de-cauda-livre-brasileiro (Tadarida brasiliensis) é uma espécie de morcego da família Molossidae. Pode ser encontrada nas Américas, do Chile, Argentina e Uruguai ao norte até os estados do Oregon, Nebraska e Ohio, nos Estados Unidos da América, incluindo as Grandes e Pequenas Antilhas. Não é encontrada na região amazônica.
Sua distribuição no Brasil não é regular, com o destaque para a região Sul, na qual a espécie é abundante. Não são encontrados na região do Centro-Oeste e da Amazônia, e nas demais regiões são encontrados em baixas densidades.

## Morfologia
A T. brasiliensis é uma espécie de morcego de pequeno porte, da família Molossidae, com medidas aproximadamente de 41.0 a 45.0 mm de antebraço para machos e 38.2 a 45.6 mm para fêmeas e peso com cerca de 12 g. Pode-se destacar como principais características morfológicas da espécie, a existência de lábios pregueados, formando sulcos verticais profundos, crânio com a seção pré-maxilar do palato inexistente e incisivos superiores diferentemente separados na base. Os incisivos superiores/inferiores são geralmente em número 1/3, ocasionalmente podendo ser encontrados indivíduos com 1/2. 
As cores de suas pelagens variam de marrom avermelhado a cinza. Estes morcegos podem voar a altas velocidades, podendo chegar a velocidades próximas a 160 km/h, destacando-se por ser a espécie de morcego com a maior altitude de vôo registrada, chegando a ultrapassar 3.300 metros de altura. Esses indivíduos também são capazes de realizar voos de longa distância, permitindo que eles se espalhem por grandes áreas e migrem sazonalmente.

## Alimentação
Os exemplares de T. brasilienses, adquirem comportamentos sinantrópicos e alimentação insetívora, possuindo preferência por besouros, mosquitos, percevejos, baratas e mariposas. Este viés de alimentação faz com que os indivíduos entrem em contato com distintos micro-organismos, que podem muitas vezes serem oriundos do solo.
Os indivíduos de T. brasilienses, utilizam a eco-localização como forma de auxílio para encontrar alimento enquanto voam, sendo capazes de percorrer cerca de 100 km ao total de sua trajetória em um só período de caça. Estes morcegos habitam corriqueiramente em áreas de águas mansas que atraem os insetos, podendo ingerir até 50% do seu peso corporal em insetos por noite. As colônias de morcegos desta espécie podem consumir grandes quantidades de insetos a cada período noturno, variando conforme o número de animais que compõem cada colônia. Estes mamíferos são considerados benéficos para o meio ambiente e para a agricultura, pois são responsáveis por se alimentarem de insetos que são por muitas vezes considerados como pragas nas plantações, com o exemplo das lagartas que devastam culturas como, soja, milho e tabaco.
A base alimentar destes morcegos, ou seja, os insetos, são capazes de sobreviverem em diferentes nichos ecológicos pelo fato da alta adaptabilidade adquirida, o que os torna o grupo mais bem sucedido entre os animais. O intestino destes insetos podem conter 10 vezes mais micro-organismos que o total de suas células, e estes micro-organismos tem um papel extremamente importante na digestão e no metabolismo destes animais. Alguns micro-organismos podem ser comensais ou parasitas, enquanto outros são conhecidos por atuar com papel benéfico para seus hospedeiros.

## Reprodução
O ciclo reprodutivo das populações de T. brasiliensis, ocorre no período de outubro a dezembro, nas regiões em que foi constada a presença destes morcegos, nas imediações de São Leopoldo e Canela, Rio Grande do Sul. Existe a possibilidade de ocorrer diferentes características reprodutivas nos indivíduos de uma mesma espécie, conforme área latitudinal em que residem. Em fase de espermatogênese e de armazenamento de espermatozóides nos epidídimos,os testículos dos indivíduos machos de T. brasilienses; apresentam dimensões maiores do que os testículos que não estão em fase de reprodução, ou seja, inativos e de indivíduos jovens e imaturos. Existe uma estagnação na fase reprodutiva.Entre o período dos meses de agosto e setembro, os machos estão preparados para fecundarem as fêmeas, devido a quantidade suficiente de espermatozóides armazenados nos epidídimos.No período que compreende o mês de outubro, não foi constatado a presença de espermatozóides armazenados no epidídimo dos indivíduos, permitindo afirmar que as cópulas ocorrem no máximo até o mês de setembro, isto é, final do inverno e início da primavera.
As fêmeas de T. brasiliensis, contém útero bicorne. Em cada gestação é formado apenas em embrião que se desenvolve no corno uterino direito. Indivíduos fêmeas que não foram fertilizadas, demonstram os cornos uterinos com dimensões distintas, sendo o direito maior, especialmente em fêmeas que já tenham gestacionado alguma vez. Paralelamente, o ovário direito demonstra um tamanho mais desenvolvido que o esquerdo, em todas as fases, numa proporção de aproximadamente três a quatro vezes o tamanho do esquerdo, especificamente em fêmeas adultas.Não são constatados a presença de folículos vesiculares no ovário esquerdo, apresentando, geralmente, folículos primários e, menos corriqueiros, folículos secundários. Grande parte do ovário esquerdo é constituído por tecido intersticial, podendo constituir parcialmente sua totalidade. Na fase de gestação, apenas o ovário direito demonstra corpo lúteo.
Os exemplares fêmeas de T. brasiliensis, são encontradas gestantes no período entre setembro a dezembro, no qual corresponde à estação da primavera. Muitas fêmeas grávidas ainda mantém em conservação os folículos vesiculares no ovário direito, no mês de setembro, já no mês de outubro, todos os indivíduos fêmeas apresentaram-se grávidas. Em novembro, enquanto a maioria permanece grávida, algumas fêmeas apresentaram útero desenvolvido e sem feto, com características de parto recente, aspecto externo dilatado e rugoso, competente à musculatura não ter regredido ao seu estado normal, com restos de material embrionário em seu interior. Entre as fêmeas com parto recente encontraram-se indivíduos cujos ovários apresentaram folículos primários, folículos secundários ou folículos vesiculares, indicando, neste último caso, um provável estro pós-parto.

## Doenças
Os animais da espécie T. brasiliensis, assim como outros mamíferos, são portadores do vírus da raiva e entre outros, como o vírus da encefalite de St. Louis e a encefalite equina. A raiva é uma patologia nervosa típica dos mamíferos, que ataca o sistema nervoso central e não apresenta cura. Os morcegos se destacam pela alta facilidade de propagação desse vírus destinguindo-se de outros grupos de mamíferos, resultado assim, na alta incidência de registros da doença. O animal infectado apresenta mudanças na sua rotina e a infecção o leva à morte. Em tempos recentes cerca de 41 espécies de morcegos já foram encontradas com evidências de infecção pelo vírus da raiva no Brasil, onde muitas são sinantrópicas. A alta proximidade destes animais silvestres com a população humana, principalmente em ambientes urbanos, tem causado preocupação pelo fato de que, além da raiva, os morcegos podem carrear outras doenças de importância em saúde pública.